# Hongshan, Gulou
Hongshan är en köping i sydöstra Kina. Den ligger i stadsdistriktet Gulou i provinshuvudstaden Fuzhou i provinsen Fujian.Antalet invånare är 143 535. Befolkningen består av 71 430 kvinnor och 72 105 män. Barn under 15 år utgör 12,0 %, vuxna 15-64 år 80 %, och äldre över 65 år 7,0 %.